# Juayúa
Juayúa – miasto w Salwadorze, w departamencie Sonsonate.